# Claudius Colas
Claudius Colas  (Saint-Huruge, 29 de noviembre de 1884-Primera batalla del Marne, 11 de septiembre de 1914) fue un esperantista francés conocido por crear la lengua artificial adjuvilo en 1910. Creó dicha lengua para entablar un conflicto entre los nacientes movimientos del ido.

## Trabajos
- Kristnasko (novela)
- L' Adjuvilo. Paris: Gamber, 1910. 32 paĝoj
- Adjuvilo, Esperantigita de Roy McCoy, 2000
- La Lignoŝuoj
- Epizodo de milito